# Falske ormeslanger
Falske ormeslanger (Latin: Leptotyphlopidae) er en familie af slanger, der indeholder to slægter og 86 arter.

## Kropsbygning
De er alle små og slanke samt har glatte og blanke skæl. Farverne i denne famillie er ved de fleste individer blegrøde eller sølvgrå, men nogle er mørkere. Deres tænder er udelukkende placeret i underkæben mens overkæben er stiv. Slanger af denne familie har desuden veludviklede bækkenringe i modsætning til andre slangefamilier, og nogle har underudviklede baglemmer i form af sporer. Deres øjne er små og dækket af et skæl, men nogle arter er dog blinde. Falske ormeslanger mangler den venstre lunge og hunnerne mangler deres venstre æggeleder. Denne slangefamilie omfatter flere af verdens mindste slangearter, deriblandt den hidtil mindste, Leptotyphlops carlae, der er fundet på Barbados.

## Levevis
Falske ormeslanger lever under jorden hvor deres føde består termitter og termitlarver. De spiser deres føde ved at gribe om byttet med deres mund hvorefter de presser på termittens bløde krop for at presse kropsvæsken ud. Nogen falske ormeslanger (måske dem alle) producerer feromoner som beskytter dem mod angreb af soldatertermitterne.

## Forplantning
Man ved ikke meget om falske ormeslangers forplantning, men de synes at være æglæggende. Mange arter er dog endnu ikke blevet afklaret om de er eller ej.

## Udbredelse
Falske ormeslanger lever stort set over alt på jorden hvor der også findes termitter. det vil sige Nordamerika, Mellem- og Sydamerika, Afrika, Arabien og Mellemøsten.

## Slægter

### Leptotyphlops
Findes i Nordamerika (Californien og Texas), Mellem- og Sydamerika, Afrika, Arabien og Mellemøsten.
- Leptotyphlops affinis
- Leptotyphlops albifrons
- Leptotyphlops albipunctus
- Leptotyphlops albiventer
- Leptotyphlops algeriensis
- Leptotyphlops anthracius
- Leptotyphlops asbolepis
- Leptotyphlops australis
- Leptotyphlops bicolor
- Leptotyphlops bilineatus
- Leptotyphlops blanfordi
- Leptotyphlops borapeliotes
- Leptotyphlops borrichianus
- Leptotyphlops boueti
- Leptotyphlops boulengeri
- Leptotyphlops brasiliensis
- Leptotyphlops bressoni
- Leptotyphlops brevicaudus
- Leptotyphlops brevissimus
- Leptotyphlops burii
- Leptotyphlops cairi
- Leptotyphlops calypso
- Leptotyphlops carlae (verdens mindste slangeart)
- Leptotyphlops colaris
- Leptotyphlops columbi
- Leptotyphlops conjunctus
- Leptotyphlops cupinensis
- Leptotyphlops debilis
- Leptotyphlops diaplocius
- Leptotyphlops dimidiatus
- Leptotyphlops dissimilis
- Leptotyphlops distanti
- Leptotyphlops dugandi
- Leptotyphlops dulcis
- Leptotyphlops emini
- Leptotyphlops filiformis
- Leptotyphlops goudotii
- Leptotyphlops gracilior
- Leptotyphlops guayaquilensis
- Leptotyphlops humilis
- Leptotyphlops joshuai
- Leptotyphlops koppesi
- Leptotyphlops labialis
- Leptotyphlops leptipilepta
- Leptotyphlops longicaudus
- Leptotyphlops macrolepis
- Leptotyphlops macrops
- Leptotyphlops macrorhynchus
- Leptotyphlops macrusus
- Leptotyphlops maximus
- Leptotyphlops melanotermus
- Leptotyphlops melanurus
- Leptotyphlops munoai
- Leptotyphlops nasalis
- Leptotyphlops nasirostrist
- Leptotyphlops natatrix
- Leptotyphlops nicefori
- Leptotyphlops nigricans
- Leptotyphlops nursii
- Leptotyphlops occidentalis
- Leptotyphlops pembae
- Leptotyphlops perreti
- Leptotyphlops peruvianus
- Leptotyphlops phillipsi
- Leptotyphlops pyrites
- Leptotyphlops reticulatus
- Leptotyphlops rostratus
- Leptotyphlops rubrolineatus
- Leptotyphlops rufidorsus
- Leptotyphlops salgueiroi
- Leptotyphlops scutifrons
- Leptotyphlops septemstriatus
- Leptotyphlops signatur
- Leptotyphlops striatulus
- Leptotyphlops subcrotillus
- Leptotyphlops sundevalli
- Leptotyphlops teaguei
- Leptotyphlops telloi
- Leptotyphlops tenellus
- Leptotyphlops tesselatus
- Leptotyphlops tricolor
- Leptotyphlops undecimstriatus
- Leptotyphlops unguirostis
- Leptotyphlops vellardi
- Leptotyphlops weyrauchi
- Leptotyphlops wilsoni

### Rhinoleptus
Findes i Centralafrika (Senegal og Guinea)
- Rhinoleptus koniagui